# David Brian
David Brian (New York, 5 agosto 1914 – Sherman Oaks, 15 luglio 1993) è stato un attore statunitense.

## Biografia
Dopo gli studi compiuti al City College di New York, Brian iniziò la carriera artistica alla fine degli anni trenta, come ballerino in spettacoli musicali a Broadway. Raggiunse Hollywood nel 1948 per tentare la carriera cinematografica, e venne scritturato dalla Warner Brothers per il melodramma Viale Flamingo (1949), interpretato accanto a Joan Crawford. Il successo di Brian fu immediato e l'attore ottenne subito un altro ruolo da co-protagonista nel drammatico Peccato (1949), con Bette Davis e Joseph Cotten, e la parte di protagonista in Nella polvere del profondo Sud (1949) di Clarence Brown.

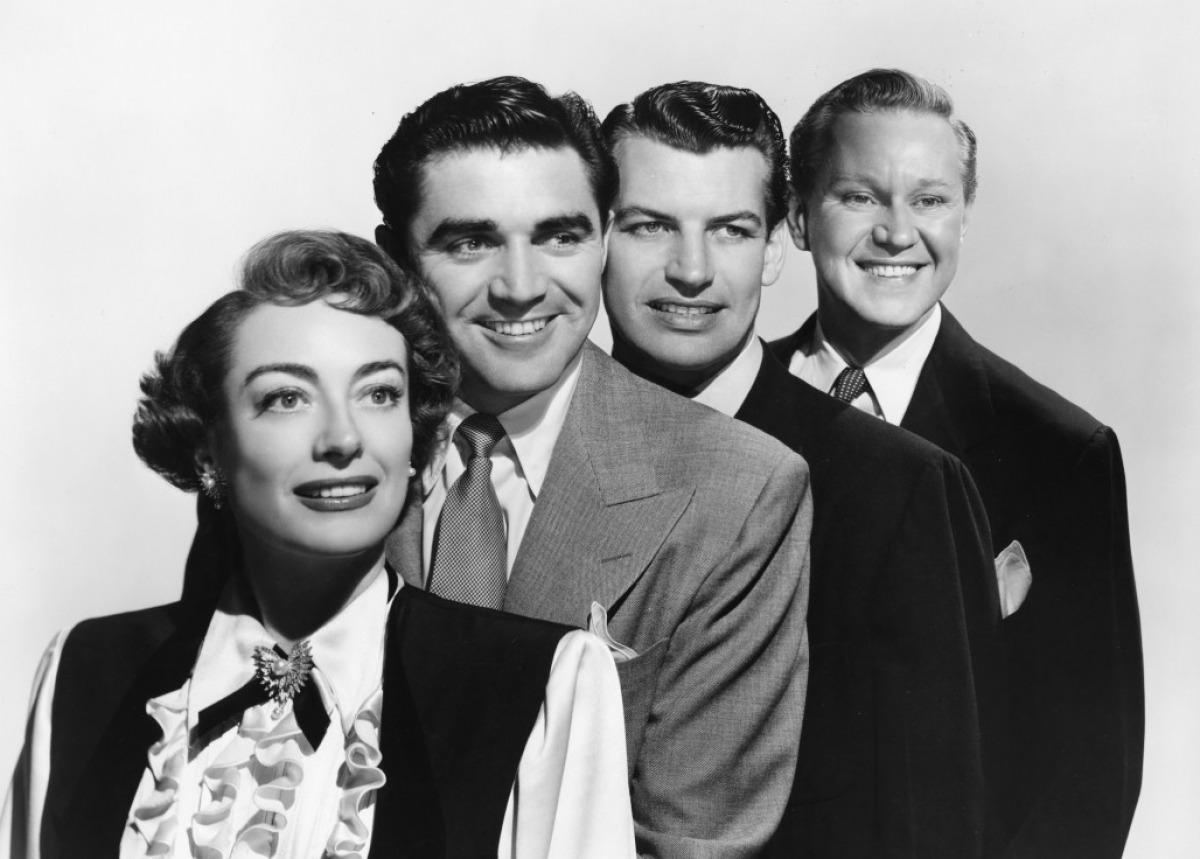
David Brian (a destra) con Joan Crawford, Steve Cochran e Richard Egan nel film I dannati non piangono (1950)

Brian lavorò con Joan Crawford in altre due pellicole di genere sentimentale, I dannati non piangono (1950) di Vincent Sherman e Perdono (1952), in cui le sue caratteristiche fisiche (alta statura, capelli biondi, sguardo dai lineamenti severi) fecero da perfetto contraltare alla bruna bellezza e al temperamento passionale dell'attrice. Più portato a ruoli di freddi uomini di legge, politici e figure dal carattere inflessibile, Brian lavorò sul grande schermo per tutti gli anni cinquanta, ma senza diventare mai un divo di primo piano. Tra i suoi film del periodo, sono da ricordare i western L'ultima sfida (1951), al fianco di Randolph Scott, e La maschera di fango (1952), accanto a Gary Cooper, e gli avventurosi Prigionieri del cielo  (1954) di William A. Wellman e Il fantasma dei mari della Cina (1958), di cui fu anche sceneggiatore.
Sempre negli anni cinquanta l'attore iniziò a lavorare per la televisione, ottenendo il ruolo di protagonista in Mr. District Attorney, una serie poliziesca che in versione radiofonica era da molti anni popolare negli Stati Uniti. Il successo televisivo consentì a Brian di abbandonare gradualmente l'attività cinematografica in favore del piccolo schermo. L'attore interpretò ancora alcuni ruoli in film celebri, come la commedia Angeli con la pistola (1961) di Frank Capra e il kolossal western La conquista del West (1962). Negli anni sessanta fu interprete e guest star in serie televisive famose come Star Trek, in cui interpretò l'episodio Gli schemi della forza (1968).

## Vita privata
Divorziato nel 1948 da Bonita Fiedler, Brian si risposò nel 1949 con l'attrice Lorna Gray, nota anche con il nome d'arte di Adrian Booth. Il matrimonio durò fino alla scomparsa di Brian che, già colpito da un cancro, morì il 15 luglio 1993 per un attacco cardiaco, all'età di 78 anni.

## Filmografia

### Cinema
- Viale Flamingo (Flamingo Road), regia di Michael Curtiz (1949)
- Nella polvere del profondo Sud (Intruder in the Dust), regia di Clarence Brown (1949)
- Peccato (Beyond the Forest), regia di King Vidor (1949)
- I dannati non piangono (The Damned don't Cry), regia di Vincent Sherman (1950)
- Il bandito galante (The Great Jewel Robber), regia di Peter Godfrey (1950)
- Normandia (Breakthrough), regia di Lewis Seiler (1950)
- Tutto per tutto (Inside Straight), regia di Gerald Mayer (1951)
- Tortura (Inside the Walls of Folsom Prison), regia di Crane Wilbur (1951)
- L'ultima sfida (Fort Worth), regia di Edwin L. Marin (1951)
- Perdono (This Woman is Dangerous), regia di Felix E. Feist (1952)
- La maschera di fango (Springfield Rifle), regia di André De Toth (1952)
- La ninfa degli antipodi (Million Dollar Mermaid), regia di Mervyn LeRoy (1952)
- Mercato di donne (A Perilous Journey), regia di R.G. Springsteen (1953)
- Terra bruciata (Ambush at Tomahawk Gap), regia di Fred F. Sears (1953)
- Prigionieri del cielo (The High and the Mighty), regia di William A. Wellman (1954)
- Alba di fuoco (Dawn at Socorro), regia di George Sherman (1954)
- Timberjack, regia di Joseph Kane (1955)
- I rapinatori del passo (Fury at Gunsight Pass), regia di Fred F. Sears (1956)
- No Place to Hide, regia di Josef Shaftel (1956)
- Vita di una commessa viaggiatrice (The First Traveling Saleslady), regia di Arthur Lubin (1956)
- La figlia del capo indiano (The White Squaw), regia di Ray Nazarro (1956)
- I gangster non perdonano (Accused of Murder), regia di Joseph Kane (1956])
- Il fantasma dei mari della Cina (Ghost of the China Sea), regia di Fred F. Sears (1958) (anche sceneggiatore)
- La trappola del coniglio (The Rabbit Trap), regia di Philip Leacock (1959)
- Angeli con la pistola (Pocketful of Miracles), regia di Frank Capra (1961)
- La conquista del West (How the West Was Won), regia di John Ford e Henry Hathaway (1962)
- Rancho Bravo (The Rare Breed), regia di Andrew V. McLaglen (1966)
- Il castello del male (Castle Evil), regia di Francis D. Lyon (1966)
- I distruttori (The Destructors), regia di Francis D. Lyon (1968)
- Childish Things, regia di John Derek e David Nelson (1969)
- Executive - La donna che sapeva troppo (The Girl Who Knew Too Much), regia di Francis D. Lyon (1969)
- I 7 minuti che contano (The Seven Minutes), regia di Russ Meyer (1971)

### Televisione
- The Revlon Mirror Theater – serie TV, 1 episodio (1953)
- Mr. District Attorney – serie TV, 11 episodi (1954)
- The Ford Television Theatre – serie TV, 1 episodio (1954)
- Celebrity Playhouse – serie TV, episodio 1x18 (1956)
- Schlitz Playhouse of Stars – serie TV, 2 episodi (1953-1956)
- Crossroads – serie TV, episodi 1x31-2x07-2x31 (1956-1957)
- Target – serie TV, episodio 1x09 (1958)
- Alcoa Theatre – serie TV, 1 episodio (1959)
- Westinghouse Desilu Playhouse – serie TV, episodio 2x16 (1960)
- General Electric Theater – serie TV, 2 episodi (1954-1961)
- Gli intoccabili (The Untouchables) – serie TV, 2 episodi (1960-1961)
- Gli uomini della prateria (Rawhide) – serie TV, 2 episodi (1959-1961)
- Lotta senza quartiere (Cain's Hundred) – serie TV, 1 episodio (1961)
- Corruptors (Target: The Corruptors) – serie TV, episodio 1x16 (1962)
- Laramie – serie TV, 1 episodio (1963)
- Dakota (The Dakotas) – serie TV, episodio 1x08 (1963)
- Death Valley Days – serie TV, 1 episodio (1963)
- The Crisis (Kraft Suspense Theatre) – serie TV, 1 episodio (1964)
- Daniel Boone – serie TV, 1 episodio (1964)
- Profiles in Courage – serie TV, 1 episodio (1965)
- Laredo – serie TV, episodio 1x05 (1965)
- Strega per amore (I Dream of Jennie) – serie TV, 1 episodio (1965)
- Honey West – serie TV, 1 episodio (1966)
- Branded – serie TV, 3 episodi (1966)
- Per favore non mangiate le margherite (Please Don't Eat the Daisies) – serie TV, 1 episodio (1966)
- Iron Horse – serie TV, episodio 1x09 (1966)
- Agenzia U.N.C.L.E. (The Girl from U.N.C.L.E.) – serie TV, 1 episodio (1967)
- Hondo – serie TV, episodio 1x12 (1967)
- Star Trek – serie TV, episodio 2x21 (1968)
- Cimarron Strip – serie TV, episodio 1x23 (1968)
- Mannix – serie TV, 1 episodio (1968)
- L'immortale (The Immortal) – serie TV, 2 episodi (1970)
- Reporter alla ribalta (The Name of the Game) – serie TV, 2 episodi (1969-1970)
- O'Hara, U.S. Treasury – serie TV, 1 episodio (1971)
- Missione impossibile (Mission: Impossible) – serie TV, 1 episodio (1972)
- Search – serie TV, 1 episodio (1972)
- Hec Ramsey – serie TV, 1 episodio (1973)
- Sulle strade della California (Police Story) – serie TV, 1 episodio (1973)
- Gunsmoke – serie TV, 3 episodi (1968-1974)
- Archer – serie TV, 1 episodio (1975)
- Father's Day – serie TV, 2 episodi (1983-1984)

## Doppiatori italiani
Nelle versioni in italiano dei suoi film, David Brian è stato doppiato da:
- Emilio Cigoli in Tutto per tutto, Perdono, Alba di fuoco
- Mario Pisu in Viale Flamingo, Peccato, I dannati non piangono
- Giorgio Capecchi in La maschera di fango, Rancho Bravo
- Bruno Persa in La ninfa degli antipodi
- Manlio Busoni in La conquista del West
- Arnoldo Foà in Tortura